# Гаомі
Гаомі (кит. спр. 高密市, піньїнь: Gāomì Shì) — місто-повіт в центральнокитайській провінції Шаньдун, складова міста Вейфан.

## Географія
Гаомі розташовується у верхів'ях річки Цзяохе.

### Клімат
Місто знаходиться у зоні, котра характеризується вологим субтропічним кліматом. Найтепліший місяць — серпень із середньою температурою 25.8 °C (78.4 °F). Найхолодніший місяць — січень, із середньою температурою -1.8 °С (28.8 °F).
| Клімат Гаомі            | Клімат Гаомі | Клімат Гаомі | Клімат Гаомі | Клімат Гаомі | Клімат Гаомі | Клімат Гаомі | Клімат Гаомі | Клімат Гаомі | Клімат Гаомі | Клімат Гаомі | Клімат Гаомі | Клімат Гаомі | Клімат Гаомі |
| Показник                | Січ.         | Лют.         | Бер.         | Квіт.        | Трав.        | Черв.        | Лип.         | Серп.        | Вер.         | Жовт.        | Лист.        | Груд.        | Рік          |
| Середня температура, °C | −1,8         | 0            | 5,5          | 12,1         | 17,9         | 22,4         | 25,5         | 25,8         | 21,1         | 15,4         | 7,9          | 1            | 12,7         |
| Норма опадів, мм        | 9.1          | 11.8         | 18.3         | 37.9         | 45.8         | 87.6         | 200          | 149.9        | 74.8         | 37.3         | 24.7         | 10.6         | 707.8        |
| Днів з опадами          | 4,2          | 4,5          | 4,8          | 7,2          | 6,8          | 9,6          | 15,3         | 12,4         | 9,6          | 7,8          | 6,6          | 4,9          | 93,7         |
| Вологість повітря, %    | 61.4         | 61.8         | 60           | 60.9         | 63.2         | 71.9         | 83           | 80.4         | 70.1         | 65.6         | 63.9         | 61.6         | 67           |
| ----------------------- | ------------ | ------------ | ------------ | ------------ | ------------ | ------------ | ------------ | ------------ | ------------ | ------------ | ------------ | ------------ | ------------ |
| Джерело: Weatherbase    |              |              |              |              |              |              |              |              |              |              |              |              |              |